# باجروان
باجروان (به لاتین: Bəcirəvan) یک منطقهٔ مسکونی در جمهوری آذربایجان است که در شهرستان جلیل‌آباد واقع شده‌است. باجروان ۲٬۳۲۲ نفر جمعیت دارد. این شهر دارای مردمی طالش است

## پیشینه
باجروان یا بجروان از شهرهای مهم آذربایجان و در منطقه مغان بوده‌است که تا قرن‌های سوم و چهارم، این شهر رونق داشته‌است.

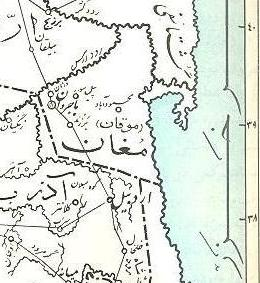
باجروان در استان مغان در دوره خلفای عباسی

اعضائ هیئت آلمانی که در سال ۱۶۳۳ میلادی (۱۰۵۳ هجری)و در زمان حکومت صفوی، در مسیر راه شیروان به اردبیل از بالقارچای (بالهاری = بالهارود) و از نزدیک باجروان گذشته‌اند، از این آبادی نام برده و آنجا را انتهای مغان دانسته‌اند.
حمداله مستوفی مورخ قرن هشتم هجری باجروان را در چهار فرسنگی شمال برزند، و بیله سوار را در هشت فرسنگی باجروان معرفی می‌کند. وی می‌افزاید که بیله سوار از رودخانه باجروان مشروب می‌شود.
حمداله مستوفی همچنان در مورد باجروان می‌نویسد : «باجروان از اقلیم چهارم است طولش از جزایر خالدات فج نط و عرض از خط استوا لح در اول مغان بود و اکنون خرابست و بقدر دیهی معمور...هوای باجروان به گرمی مایل است و آبش از جبالی که در حدود آن است بر می‌خیزد و حاصلش غیر از غله چیز دیگر نمی‌باشد»

## محصولات
همچنین مستوفی این آبادی را ویران و هوایش را گرم توصیف کرده که محصول آن غله بوده‌است.

## ارتباطات
در دوره صفوی اتصال شهرهای شمالی ارس با شهرهای جنوب ارس از مسیر باجروان برقرار می‌شده‌است.حمداله مستوفی در کتاب نزهه القلوب فاصله شهر سلطانیه که پایتخت آن زمان بوده تا باجروان را چنین توضیح می‌دهد :
«...از سلطانیه تا شهر اردبیل سی و هفت فرسنگ، ثم الی قراباغ ارّان از او تا رباط ارشد هشت فرسنگ ازو تا دیه ورنق هشت فرسنگ، شهر برزند که اکنون دیهی است بدست چپ در قبله این مرحله‌است، بیک فرسنگی از ورنق تا شهر باجروان که اکنون دیهی است چهار فرسنگ جمله باشد. از اردبیل تا باجروان بیست فرسنگ و از سلطانیه پنجاه و هفت فرسنگ، از باجروان راهی به محمود آباد گاوباری رود بر این موجب تا پیلسوار هشت فرسنگ تا جوی نو شش فرسنگ تا محمود آباد گاوباری شش فرسنگ جمله باشد از باجروان تا محمود آباد گاوباری بیست فرسنگ از اردبیل چهل فرسنگ از سلطانیه هفتاد و هفت فرسنگ ...»